# Río Freixeiro
El río Freixeiro es un río de la provincia de La Coruña, Galicia, España. El Freixeiro nace en los montes de la Lagoa en la parroquia de Trasancos, en el municipio de Narón, y desemboca en la ría de Ferrol, en el mismo municipio. Recorre los municipios de Narón y Ferrol, sirviendo de límite natural entre ellos, en parte de su recorrido, que es de unos 8 km.

## Curso
En su cabecera es conocido como arroyo de Vespasante, uniendo sus aguas a otros arroyos como el Casavella, del Pozo, Seco, Sobecos y Pedregal, este último ya en la desembocadura, con el que forma una marisma que fue el hábitat de muchas aves acuáticas.
El lecho del río Freixeiro fue aprovechado en el pasado por 3 molinos, el de Amenadás y A Veiga, en su parte final, y el de As Aceas, que funcionaba con las mareas en su desembocadura.
El tramo final de este río recibió múltiples agresiones: urbanísticas, de vertidos de aguas residuales urbanas, talas de la ribera, desvíos y canalizaciones en hormigón. Desde hace poco tiempo se intenta cambiar la situación, con la limpieza y la regeneración del lecho, la prohibición de urbanizar en sus márgenes, adecentamiento de sus márgenes y la humanización, con la construcción de un paseo fluvial. Todos estos trabajos acabarán con la finalización del EDAR (Estación depuradora de aguas residuales), que tratará los vertidos de las redes de saneamiento de los municipios de Neda, Narón y Ferrol. Las previsiones de terminación de esta obra apuntaban al año 2009, 18 años después de su aprobación inicial. La obra civil quedó finalizada en el año 2010, no habiendo entrado en funcionamiento todavía la EDAR a la espera de terminar los colectores que viertan las aguas fecales a dicha infraestructura.